# Adygejština
Adygejština (адыгэбзэ, ve starších pramenech čerkeština) patří do severozápadní větve kavkazských jazyků. Typologicky se adygejština řadí k jazykům aglutinačním využívající ve tvarosloví a gramatice hojnost předpon a přípon.
Spisovný jazyk je založen na temirgojském nářečí.

## Rozšíření
Adygejštinou jako rodným jazykem hovoří kolem 300 000 osob, z toho cca 130 000 osob na původním území v Adygejské republice v Krasnodarském kraji.[zdroj?] Další skupiny Adygejců jsou roztroušeny na území Austrálie, Egypta, Francie, Německa, Izraele (izraelští Čerkesové), Iráku, Jordánska, Severní Makedonie, Holandska, USA a Turecka, kde se nachází největší diaspora Adygejců žijících mimo území Ruské federace.

## Písmo
Psaná podoba adygejštiny se začala rozvíjet až po VŘSR. Do roku 1927 se pro zápis adygejštiny užívalo přizpůsobeného arabského písma, které bylo následně nahrazeno latinkou. Od roku 1938 se adygejština píše upravenou cyrilicí.
Adygejština, jako jiné kavkazské jazyky, je bohatá na souhlásky a jejich shluky, naopak je chudá na samohlásky.
| А а [aː]       | Б б [b]       | В в [v]       | Г г [ɡ/ɣ]     | Гу гу [ɡʷ] | Гъ гъ [ʁ]    | Гъу гъу [ʁʷ] | Д д [d]       |
| Дж дж [d͡ʒ]     | Дз дз [d͡z]    | Дзу дзу [d͡zʷ] | Е е [ja/aj/e] | Ё ё [jo]   | Ж ж [ʒ]      | Жъ жъ [ʐ]    | Жъу жъу [ʒʷ]  |
| Жь жь [ʑ]      | З з [z]       | И и [jə/i]    | Й й [j]       | К к [k]    | Ку ку [kʷ]   | Къ къ [q]    | Къу къу [qʷ]  |
| КI кI [t͡ʃ'/k'] | КIу кIу [kʷ'] | Л л [l]       | Лъ лъ [ɬ]     | ЛI лI [ɬ'] | М м [m]      | Н н [n]      | О о [o]       |
| П п [p]        | ПI пI [p']    | ПIу пIу [pʷ'] | Р р [r]       | С с [s]    | Т т [t]      | ТI тI [t']   | ТIу тIу [tʷ'] |
| У у [w/u]      | Ф ф [f]       | Х х [x]       | Ху ху [xʷ]    | Хъ хъ [χ]  | Хъу хъу [χʷ] | Хь хь [ħ]    | Ц ц [t͡s]      |
| Цу цу [t͡sʷ]    | ЦI цI [t͡s']   | Ч ч [t͡ʃ]      | ЧI чI [t͡ʃ']   | Ш ш [ʃ]    | Шъ шъ [ʂ]    | Шъу шъу [ʃʷ] | Щ щ [ɕ]       |
| Ъ ъ [ˠ]        | Ы ы [ə]       | Ь ь [ʲ]       | Э э [a]       | Ю ю [ju]   | Я я [jaː]    | I [ʔ]        | Iу [ʔʷ]       |

| Гь гь [ɡʲ] | Кь кь [kʲ] | Кхъ кхъ [qχ] | Кхъу кхъу [qχʷ] | СӀ сӀ [s'] | ФӀ фӀ [f'] | Чу чу [t͡ʃʷ] | ЩӀ щӀ [ɕ'] |

## Gramatika
Podstatné jméno rozlišuje 4. pády (nominativ, genitiv, akuzativ a ergativ), přivlastnění, příslušnost k něčemu a v jednotném čísle, určité a neurčité skloňování.
Ke slovesu se připojují afixy osoby (podmětu a předmětu), čísla, času, způsobu, příslušnosti k podmětu, afixy vyjadřující mj. vynucenost, možnost a vzájemnost děje a zvratnost, dále předpony místní, směrové aj. Tím vzniká složitý složený slovesný celek, který je v mnoha případech samostatnou větou. Přechodná slovesa mají ergativní vazby.

## Příklady

### Číslovky
| Adygejsky | Česky |
| зы        | jeden |
| тIy       | dva   |
| щы        | tři   |
| плIы      | čtyři |
| тфы       | pět   |
| xы        | šest  |
| блы       | sedm  |
| и         | osm   |
| бгъy      | devět |
| пшIы      | deset |

## Užitečné fráze
| Adygejsky                    | Česky            |
| Sjelam! / Uimafje sh’u!      | Ahoj!            |
| Sydjeu ushhyt?               | Jak se máš?      |
| Hjark’je!                    | Sbohem!          |
| Sh’uk’je tyzje’ok’jeh!       | Na shledanou!    |
| Sh’jehjeu tyzjerjeljegushht! | Brzy se uvidíme! |

## Vzorový text

### Všeobecná deklarace lidských práv
| adygejsky | ЦIыф пстэури шхьафитэу, ялъытэныгъэрэ яфэшъуашэхэмрэкIэ зэфэдэу дунаим къытехъох. Акъылрэ зэхэшIыкI гъуазэрэ яIэшъы, зэкъошныгъэ шапхъэм тетэу псэунхэ фае. |
| česky     | Všichni lidé se rodí svobodní a sobě rovní co do důstojnosti a práv. Jsou nadáni rozumem a svědomím a mají spolu jednat v duchu bratrství.                  |